# Пустильник, Марина Семёновна
Пустильник, Мари́на Семёновна (р. 28 января 1977 — бывший главный редактор интернет-ресурса ИноСМИ.ру, занимающегося переводами зарубежной прессы на русский язык. С 2007 по 2009 год возглавляла группу поддержки пользователей Живого Журнала в России, работала на телеканале «Вести-24».

## Биография
Родилась в СССР. С 1991 года жила в США. В 1998 году с отличием окончила Middlebury College (США) по специальности «Международная политика и экономика. Русистика и восточноевропейские исследования». С 2007 года по 2009 год возглавляла группу поддержки пользователей в компании LiveJournal Россия.
Смотритель и Модератор Сообщества nytimesinmoscow. До недавнего времени была Смотрителем Сообщества golos_ameriki.
Имеет опыт работы в должности продюсера на телеканале «Вести-24». Работала редактором экономических новостей в газете Moscow News, где также вела авторскую колонку Minority Opinion. Принимала участие в запуске и работе Интернет-изданий НТВ.ру (Newsru.com) и MosNews.com.

## Назначение главным редактором ИноСМИ
11 марта 2009 года назначена главным редактором сайта ИноСМИ.ру вместо Ярослава Огнева. В результате новой политики, в том числе из-за закрытия свободного форума и введения премодерации вызвал переход «ядра» читательской аудитории ИноСМИ на новый ресурс Инофорум.
Выступая против новой политики редакции, читатели объединились и написали открытое письмо на имя руководства РИА «Новости», содержащее, в том числе, высказывания нового главного редактора, которые, как они считают, отражают её взгляды и намерения[что кроме цитат в письме?]:
«…сейчас медиаресурсы все больше и больше заинтересованы в так называемом user generated content — и это подчеркивается успехом такого проекта как http://nytimesinmoscow.livejournal.com от которого боссы New York Times просто в восторге. Я бы хотела, чтобы читатели ИноСМИ были теми opinion makers, которых я смогу „предложить“ в качестве „обмена“ на легализацию контента.»
«…а я шесть лет прожила в Америке, и могу предположить, что моя выборка в любом случае больше вашей».
«…я не собираюсь перед Вами оправдываться. Если Вам и Вашим коллегам по форуму хочется обмениваться националистическим трепом и убеждать себя и других в том, что „все хорошо, прекрасная маркиза“ — велкам. я работаю в новостях уже скоро 10 лет, и я прекрасно знаю, что правды в новостях нет. и что все зависит от того, кто громче крикнул.»
Если до описанных событий ресурс имел порядка 700 тысяч визитов и 150 тысяч посетителей в сутки, то к марту 2009 года эти показатели сократились примерно в полтора раза.
Уволилась по собственному желанию с должности главного редактора в феврале 2012 года.

## После ИноСМИ
С 2012 года некоторое время занимала в SUP Media позицию директора по развитию бизнеса, летом 2014 года стала директором SMM-агентства «Мохнатый сыр».